# جیمی لین اسپیرز
جیمی لین مری اسپیرز (به انگلیسی: Jamie Lynn Marie Spears) (زاده ۴ آوریل ۱۹۹۱) ، هنرپیشه و خواننده و خواهر کوچک‌تر ستاره پاپ، بریتنی اسپیرز است. او به عنوان نقش zoey 101 در نیکلودئون شناخته شد که در آن از سال ۲۰۰۵ تا ۲۰۰۸ بازی کرد.